# Zalieutes
Zalieutes es un género de peces de la familia Ogcocephalidae.

## Especies
Actualmente hay dos especies reconocidas en este género:
- Zalieutes elater, descrita por D. S. Jordan y C. H. Gilbert, 1882.
- Zalieutes mcgintyi descrita por Fowler, 1952.